# Neko Majin
Neko Majin (jap. ネコマジン) ist ein Manga von Akira Toriyama. Der Band umfasst acht Geschichten, die Toriyama zwischen 1999 und 2005 in unregelmäßigen Abständen zeichnete. In Neko Majin Z parodiert der Autor seine erfolgreichste Serie Dragonball. Der Comedy-Manga ist der Gattung Shōnen zuzuordnen, er richtet sich also an ein junges, männliches Publikum.

## Handlung
Die Geschichte erzählt allerlei spaßige Erlebnisse der Neko Majin-Rasse, einer Gruppe von Katzen, die ein wenig Erfahrung mit Zauberei haben, aber sich mehr für Späße, Streiche und Kampfsport interessieren. Neko Majin Z handelt von Z, einer katzenähnlichen Version von Son Goku, mit dem Zauberstab Nyoi-bo und Attacken wie Neko-Hameha. Andere Ähnlichkeiten zu Dragonball zeigen sich während der Handlung mit Kuriza – dem Sohn von Freezer, einem Bösewicht aus Dragonball Z –, einem dicken Super Saiyajin namens Onio. Sogar Figuren aus Dragonball wie Vegeta, Majin Boo und Son Goku haben ihre Auftritte. Trotz der vielen Verweise auf Dragonball, stellt die Serie keine Fortsetzung oder Ergänzung des Mangas dar.
Obwohl Dragonball und Neko Majin keine große Verbindung zueinander haben, wurden einige Verweise auf Neko Majin Z als Easter Eggs in der japanischen Version des Videospiels Dragon Ball Z: Budokai 2 verwendet.

## Veröffentlichung
Während die drei regulären Neko Majin-Kapitel in Japan im Manga-Magazin Shūkan Shōnen Jump erschienen, wurde die Neko Majin Z-Reihe in dessen monatlichen Ableger Gekkan Shōnen Jump veröffentlicht. 2005 erschien ein Sammelband, der alle acht Geschichten beinhaltet.
In Deutschland verlegte der Carlsen Verlag den Manga im Magazin Banzai. In den Ausgaben 8 bis 10 sowie 04/2004 bis 06/2004 erschienen sechs Neko Majin-Kapitel. Carlsen veröffentlichte den Sammelband im Taschenbuchformat und mit Farbseiten im Juli 2007. Eine spanische Fassung erschien bei Editorial Ivréa in Argentinien und bei Planeta DeAgostini Comics in Spanien, eine französische bei Glénat und eine italienische bei Edizioni Star Comics. Der Verlag Conrad brachte eine portugiesische Übersetzung heraus.